# 安隆寺
安隆寺（あんりゅうじ）は、新潟県佐渡市小木町にある日蓮宗の寺院。山号は昌栄山。旧本山は大本山妙顕寺。通師雑司ヶ谷法縁。
日蓮の赦免を知らせるため小木海岸に漂着した六老僧の一人、日朗を助け僧となった学法房（後の性善坊日顕）が元小木に創建したという。その後現在地が寄進され移転した。

## 寺宝
日蓮の消息、日用作の法華曼荼羅などが伝わる。

## 交通アクセス
- 小木港（佐渡汽船ターミナル）より徒歩約10分

## 近隣
- 矢島（八島）、経島 – 名勝
- 泉財山阿弥陀院 – 智山派[1]
- 遍照山明世院光善寺 – 鎮西派
- 近海山照覚寺 – 本願寺派

## 参考資料
- 日蓮宗寺院大鑑編集委員会『宗祖第七百遠忌記念出版 日蓮宗寺院大鑑』大本山池上本門寺 (1981年)